# Ferdinand Dahl
Ferdinand Dahl (født 17. juli 1998) er en norsk freestyle-skiløber, der konkurrerer i Slopestyle og Big Air. Han har deltaget ved de olympiske vinterlege to gange; PyeongChang '18 og Beijing '22.

## Karriere
Ferdinand Dahl fik X Games-debut i 2018 ved Winter X Games XXII. Året efter vandt han bronze i Slopestyle ved Winter X Games XXIII. I 2021 (Winter X Games XXV) endte han igen på podiet – denne gang med en sølvmedalje i Slopestyle.
Efter 2022-sæsonen har Ferdi samlet set ni podiepladser i FIS World Cup; fire 2. pladser og fem 3. pladser.
I 2021 deltog Ferdinand Dahl i X Games Real Ski, men endte ikke på podiet. Konkurrencen blev vundet af Alex Hall, som også blev kåret til Fan Favorite. Se Ferdinands video her: Ferdinand Dahl: REAL SKI 2021 | World of X Games.
I 2023 opnåede Ferdi sin tredje X Games-podieplacering med en bronzemedalje i Slopestyle.